# Chronologie nahrávek skupiny Olympic 1968–1970
Článek Chronologie nahrávek skupiny Olympic 1968–1970 zpracovává dostupné informace o datu vzniku (známých) nahrávek Olympiku v období 1968–1970 a řadí je chronologicky. Nejde o 'diskografii' – nahrávky jednak nejsou řazeny podle data jejich vydání na nosičích a jednak zahrnuje také rozhlasové, filmové a TV nahrávky, z nichž některé donedávna ani na nosičích nevyšly. 

## Sestavy skupiny Olympic v tomto období a související události
V roce 1968 Olympic vystupuje a natáčí v nezměněné sestavě z uplynulého roku – Petr Janda, Pavel Chrastina, Ladislav Klein, Miroslav Berka, Jan Antonín Pacák. 
Na začátku roku 1968 vyšlo první LP skupiny – Želva (zároveň také první československé beatové album). 
Olympic se jako první beatová kapela zúčastnil písničkového festivalu Bratislavská lyra, určeného především interpretům středního proudu. Soutěžil s písní Krásná neznámá, avšak neuspěl. 
Invaze vojsk Varšavské smlouvy v létě 1968 zastihla členy skupiny ve Francii, kde trávili dovolenou. 
Olympic v Paříži nahrál pod názvem Five Travellers (Pět cestujících) v produkci Daniela Hortise EP desku (která tam v roce 1969 také vyšla) a ČST se skupinou natočila dvacetiminutový televizní film Olympic v Paříži (režie Alexej Nosek) ve formě "klipů" k některým anglickým verzím jejich hitů ze zmíněného EP.  
3. 12. 1968 odvysílala francouzská TV televizní vystoupení Olympiku s písní Daniela Hortise Dans les rues de Prague (V ulicích Prahy)   .
Členové skupiny se na Vánoce vracejí domů. Po návratu začala kapela natáčet druhé album Pták Rosomák. 
Před Štědrým dnem 1968 vystoupila skupina na 2. československém beatovém festivalu, který se konal 22.–23. prosince 1968 v pražské Lucerně. 
Na začátku roku 1969 se Olympic zúčastnil (spolu s dalšími skupinami a písničkáři) natáčení hudebního filmu režiséra Jiřího Vanýska v produkci brněnské televize Cesta, která vede nikam    Archivováno 9. 9. 2017 na Wayback Machine. s Boleslavem Polívkou a Janem Antonínem Pacákem v hlavních rolích. Olympic hraje ve filmu písničky Čekám na zázrak a Pohřeb své vlastní duše. 
Vyšlo druhé LP skupiny – Pták Rosomák.  
Pavel Chrastina zvažuje – pro zanepráznění jinými aktivitami (studium FAMU, filmařina) – svůj odchod ze skupiny. 
31. 3. 1969 dostává Pavel Chrastina výpověď (s dvouměsíční výpovědní lhůtou) . Tím skupina řeší problém přetrvávající již téměř rok. 
11. dubna 1969 hrál Olympic v Lucerně v "klasické" sestavě naposled. 
Jako nový baskytarista nastoupil Jan Hauser (Apollobeat). 
Textování se ujali Zdeněk Rytíř a Eduard Krečmar (a později ještě další textaři). 
Na Bratislavskou lyru 1969 byla odeslána demo-nahrávka skladby Jednou se rozední. Písnička však do hlavní soutěže nebyla vybrána. Později ji skupina natočila ve Francii s anglickým textem jako Back To Love. 
Olympic znovu vyjel do Francie (tentokrát s Hauserem), kde začal točit další velkou desku Back To Love. Kvůli neshodám mezi skupinou a manažersko-producentským týmem však natočené album ve Francii nikdy nevyšlo. Až po více než 40 letech se podařilo vydavatelství Best I.A. získat práva k nahrávkám a v roce 2011 ji vydat v Česku. 
Čs. televize natočila skupině medailón na festivalu v Andoře.
V září 1969 nahrál Olympic singl Kufr / Anděl. Anděla na desce zpívá J. A. Pacák (na koncertech Jan Hauser). TV klip k písni se nedochoval.
Na začátku roku 1970 skupina natočila singly Dynamit / Otázky a Strejček Jonatán / Sluneční píseň. 
Pro Bratislavskou lyru 1970 skupina připravila píseň Brouk, která však na festivalu nezazněla (porota ji nedoporučila). 
V září 1970 se skupina pustila do natáčení třetí tuzemské LP desky Jedeme, jedeme, jedeme. 
14. prosince 1970 se ve studiu skupina sešla v tomto složení naposledy při natáčení singlu Čarodějka / Aeroplán.

## Olympic 1968–1970
| Skladba | Autoři                                                | Délka | Poznámka k obsazení                                                       | Datum vzniku nebo dokončení nahrávky                                      | První vydání na SP/EP/LP, v rozhlase/TV | Digitální vydání (CD aj.) |
| --- | ----------------------------------------------------- | ----- | ------------------------------------------------------------------------- | ------------------------------------------------------------------------- | --- | --- |
| |                                                       |       |                                                                           |                                                                           | | |
| Jiné autorské aktivity: Ladislav Klein / Zdeněk Rytíř: Telefon 39142 (9. 1. 1968, Studio Dejvice), zpěv: Václav Neckář. Orch. Karla Krautgartnera. |                                                       |       |                                                                           |                                                                           | | |
| |                                                       |       |                                                                           |                                                                           | | |
| "Tragédie bohémova" | Petr Janda / Pavel Chrastina                          | 2:42  | Zpěv: J. A. Pacák                                                         | 1968, Čs. rozhlas                                                         | Dříve nevyšlo | • Olympic 50 – Hity, singly, rarity (Supraphon, 2012) • bonus na CD Pták Rosomák (Supraphon 2019)                                                                                     |
| "Pták Rosomák" (alt. verze) | Petr Janda / Pavel Chrastina                          | 2:42  | Zpěv: Petr Janda                                                          | 1968, Čs. rozhlas                                                         | Dříve nevyšlo. Jiná verze než na SP/LP Pták Rosomák. | • Olympic 50 – Hity, singly, rarity (Supraphon, 2012) |
| "Svatojánský happening" (alt. verze) | Petr Janda / Pavel Chrastina                          | 2:20  | Zpěv: Pavel Chrastina. Pozn.: S orch. Karla Krautgartnera.                | 21. 2. 1968, Čs. rozhlas                                                  | Dříve nevyšlo. Jiná verze než na SP/LP Pták Rosomák. | • Olympic 50 – Hity, singly, rarity (Supraphon, 2012) |
| "Pták Rosomák" | Petr Janda / Pavel Chrastina                          | 2:50  | Zpěv: Petr Janda                                                          | 23. 4. 1968, Studio Dejvice                                               | • SP Supraphon 1 43 0861, 1969 • LP Pták Rosomák (Supraphon 1 13 0589, 1969)                                                                               | • Singly II (Bonton, 1996) • Singly (1965–68) Dej mi víc své lásky… (Supraphon, 2007) • CD Pták Rosomák (Supraphon 1990, 2005), track 6                                               |
| "Báječné místo" | Petr Janda / Pavel Chrastina                          | 4:21  | Zpěv: Petr Janda                                                          | 24. 4. 1968, Studio Dejvice                                               | • LP Pták Rosomák (Supraphon 1 13 0589, 1969) | • CD Pták Rosomák (Supraphon 1990, 2005), track 3 |
| "Z bílé černou" | Petr Janda / Pavel Chrastina                          | 2:37  | Zpěv: Ladislav Klein                                                      | 24. 4. 1968, Studio Dejvice                                               | • SP Supraphon 1 43 0561 (1968) • LP Pták Rosomák (Supraphon 1 13 0589, 1969)                                                                              | • Singly II (Bonton, 1996) • Singly (1965–68) Dej mi víc své lásky… (Supraphon, 2007) • CD Pták Rosomák (Supraphon 1990, 2005), track 9                                               |
| "Zbytečná holka" | Petr Janda / Pavel Chrastina                          | 2:10  | Zpěv: Petr Janda                                                          | 24. 4. 1968, Studio Dejvice                                               | • B-strana SP Z bílé černou (Supraphon 1 43 0561), 1968 | • Singly II (Bonton, 1996) • Singly (1965–68) Dej mi víc své lásky… (Supraphon, 2007) • Bonus na CD Pták Rosomák (Zlatá edice, Supraphon 2005)                                        |
| "Krásná neznámá" | Petr Janda / Pavel Chrastina                          | 2:26  | Zpěv: Petr Janda. Pozn.: S orch. Karla Krautgartnera.                     | 14. 5. 1968, Studio Dejvice                                               | • B-strana SP Docela obyčejná píseň (Karel Černoch) – Olympic na str. A nehraje (Supraphon 1 43 0520, 1968). • LP Pták Rosomák (Supraphon 1 13 0589, 1969) | • Singly II (Bonton, 1996) • Singly (1965–68) Dej mi víc své lásky… (Supraphon, 2007) • CD Pták Rosomák (Supraphon 1990, 2005), track 1                                               |
| "Nekonečná cesta" (Pozn.: Existuje i verze z roku 1966 (O dům dál).)                                                                               | Petr Janda / Pavel Chrastina                          | 2:15  | Zpěv: Petr Janda                                                          | 23. 5. 1968, Studio Dejvice                                               | | • Bonus na CD Pták Rosomák (Zlatá edice, Supraphon 2005) |
| "Story Of A Wonder" (Krásná neznámá) | Petr Janda / Petr Adler                               | 2:22  | Zpěv: Petr Janda                                                          | 2. pol. 1968, Francie                                                     | • EP Five Travellers (Vega 2329 M, 1969) | • Singly II (Bonton, 1996) • Singly (1965–68) Dej mi víc své lásky… (Supraphon, 2007)                                                                                                 |
| "I'm Stupid" (Pták Rosomák) | Petr Janda / Petr Adler                               | 2:35  | Zpěv: Petr Janda                                                          | 2. pol. 1968, Francie                                                     | • EP Five Travellers (Vega 2329 M, 1969) | • Singly II (Bonton, 1996) |
| "Midsummer Night" (O půlnoci) | Petr Janda / Petr Adler                               | 2:28  | Zpěv: Petr Janda                                                          | 2. pol. 1968, Francie                                                     | • EP Five Travellers (Vega 2329 M, 1969) | • Singly II (Bonton, 1996) |
| "Pohřeb své vlastní duše" (My Funeral March) (na EP uvedeno jako "Pohreb sue vlastni duse")                                                        | Petr Janda / Petr Adler                               | 3:10  | Zpěv: Petr Janda                                                          | 2. pol. 1968, Francie                                                     | • EP Five Travellers (Vega 2329 M, 1969) | • Singly II (Bonton, 1996) |
| "Dans les rues de Prague" (V ulicích Prahy) | Daniel Hortis / Daniel Hortis                         |       | Zpěv: Petr Janda                                                          | 2. pol. 1968, Francie                                                     | Vystoupení ve francouzské TV, vysíláno 3. 12. 1968 | |
| "Everybody" | Petr Janda / Pavel Chrastina                          | 3:49  | Zpěv: J. A. Pacák                                                         | 16. 12. 1968, Studio Dejvice                                              | • LP Pták Rosomák (Supraphon 1 13 0589, 1969) | • CD Pták Rosomák (Supraphon 1990, 2005), track 4 |
| "O půlnoci" | Petr Janda / Pavel Chrastina                          | 2:41  | Zpěv: Petr Janda                                                          | 16. 12. 1968, Studio Dejvice                                              | • LP Pták Rosomák (Supraphon 1 13 0589, 1969) | • CD Pták Rosomák (Supraphon 1990, 2005), track 5 |
| "Tvé neklidné svědomí" | Petr Janda / Pavel Chrastina                          | 3:29  | Zpěv: Petr Janda                                                          | 16. 12. 1968, Studio Dejvice                                              | • LP Pták Rosomák (Supraphon 1 13 0589, 1969) | • CD Pták Rosomák (Supraphon 1990, 2005), track 7 |
| "Čekám na zázrak" | Petr Janda / Pavel Chrastina                          | 2:50  | Zpěv: Ladislav Klein                                                      | 16. 12. 1968, Studio Dejvice                                              | • LP Pták Rosomák (Supraphon 1 13 0589, 1969) | • CD Pták Rosomák (Supraphon 1990, 2005), track 8 |
| "Svatojánský happening" | Petr Janda / Pavel Chrastina                          | 2:21  | Zpěv: Pavel Chrastina                                                     | 16. 12. 1968, Studio Dejvice                                              | • B-strana SP Pták Rosomák (Supraphon 1 43 0861) (1969) • LP Pták Rosomák (Supraphon 1 13 0589, 1969)                                                      | • Singly II (Bonton, 1996) • Singly (1965–68) Dej mi víc své lásky… (Supraphon, 2007) • CD Pták Rosomák (Supraphon 1990, 2005), track 12                                              |
| "Ikarus blues" | Ladislav Klein / Zdeněk Rytíř                         | 4:57  | Zpěv: Ladislav Klein. Sitar: Zdeněk Rytíř.                                | 2. 1. 1969, Studio Dejvice                                                | • LP Pták Rosomák (Supraphon 1 13 0589, 1969) | • CD Pták Rosomák (Supraphon 1990, 2005), track 2 |
| "Pohřeb své vlastní duše" | Petr Janda / Pavel Chrastina                          | 4:01  | Zpěv: Petr Janda                                                          | 2. 1. 1969, Studio Dejvice                                                | • LP Pták Rosomák (Supraphon 1 13 0589, 1969) | • CD Pták Rosomák (Supraphon 1990, 2005), track 10 |
| "Kamenožrout zelený" | Petr Janda / Pavel Chrastina                          | 3:37  | Zpěv: Pavel Chrastina                                                     | 2. 1. 1969, Studio Dejvice                                                | • LP Pták Rosomák (Supraphon 1 13 0589, 1969) | • CD Pták Rosomák (Supraphon 1990, 2005), track 11 |
| "Jednou se rozední" | Petr Janda / Pavel Chrastina                          |       |                                                                           |                                                                           | Později natočeno ve Francii s anglickým textem jako Back To Love.                                                                                          | |
| Olympic odjel do Francie točit LP desku Back to Love.                                                                                              |                                                       |       |                                                                           |                                                                           | | |
| "Pták Rosomák" (zkušební nahrávka) | Petr Janda / Pavel Chrastina                          | 2:58  | Zpěv: Petr Janda. Basa: Pavel Chrastina.                                  | Únor 1969, Francie (zkušební nahrávka, šelak)                             | | • CD/LP Back To Love (BEST I.A., 2011), track 10 |
| "Čekám na zázrak" (zkušební nahrávka) | Petr Janda / Pavel Chrastina                          | 2:48  | Zpěv: Ladislav Klein. Basa: Pavel Chrastina.                              | Únor 1969, Francie (zkušební nahrávka, šelak)                             | | • RARITY – Bonusové CD k boxu 14 CD (Supraphon, 2010) • CD/LP Back To Love (BEST I.A., 2011), track 11                                                                                |
| "O půlnoci" (zkušební nahrávka) | Petr Janda / Pavel Chrastina                          | 2:39  | Zpěv: Petr Janda. Basa: Pavel Chrastina.                                  | Únor 1969, Francie (zkušební nahrávka, šelak)                             | | • CD/LP Back To Love (BEST I.A., 2011), track 12 |
| Na jaře 1969 odchází ze skupiny baskytarista Pavel Chrastina, nahrazuje jej Jan Hauser.                                                            |                                                       |       |                                                                           |                                                                           | | |
| "Five Travellers" (Pět cestujících) | Petr Janda / Christian Landais                        | 5:15  | Zpěv: Petr Janda. Basa: Jan Hauser.                                       | Srpen 1969, Francie (studiová nahrávka)                                   | | • CD/LP Back To Love (BEST I.A., 2011), track 1 |
| "Back To Love" | Petr Janda / Petr Adler                               | 2:54  | Zpěv: Petr Janda. Basa: Jan Hauser.                                       | Srpen 1969 (31. 8. 1969? – údaj uvedený v ), Francie (studiová nahrávka). | • SP Supraphon 11 0423 7 311 (110423-7311), Back To Love / Stejskání, 1990.                                                                                | • Singly III (Bonton, 1997) • Singly (1969–72) Dynamit… (Supraphon, 2007) • CD/LP Back To Love (BEST I.A., 2011), track 2                                                             |
| "S.O.S." (Get Up, Wake Up, Get Up, Stop) | Petr Janda / Christian Landais                        | 2:25  | Zpěv: Petr Janda. Basa: Jan Hauser.                                       | Srpen 1969, Francie (studiová nahrávka)                                   | | • CD/LP Back To Love (BEST I.A., 2011), track 3 |
| "Dobrú noc" | Slovenská lidová                                      | 1:26  | Basa: Jan Hauser                                                          | Srpen 1969, Francie (studiová nahrávka)                                   | | • CD/LP Back To Love (BEST I.A., 2011), track 4 |
| "The Angel" (Anděl) | Petr Janda / Christian Landais                        | 3:50  | Zpěv: Jan Hauser. Basa: Jan Hauser.                                       | Srpen 1969, Francie (studiová nahrávka)                                   | | • CD/LP Back To Love (BEST I.A., 2011), track 5 • Olympic 50 – Hity, singly, rarity (Supraphon, 2012)                                                                                 |
| "Suit Case" (Kufr) | Petr Janda / Christian Landais                        | 2:19  | Zpěv: Petr Janda. Basa: Jan Hauser.                                       | Srpen 1969, Francie (studiová nahrávka)                                   | | • CD/LP Back To Love (BEST I.A., 2011), track 6 |
| "Tramp" | Petr Janda / Eduard Krečmar                           | 1:58  | Zpěv: Petr Janda. Basa: Jan Hauser.                                       | Srpen 1969, Francie (studiová nahrávka)                                   | | • RARITY – Bonusové CD k boxu 14 CD (Supraphon, 2010) • CD/LP Back To Love (BEST I.A., 2011), track 7                                                                                 |
| "Lovely Land" (Mr. Den a Lady Noc) | Petr Janda / Christian Landais                        | 3:04  | Zpěv: Petr Janda. Basa: Jan Hauser.                                       | Srpen 1969, Francie (studiová nahrávka)                                   | | • CD/LP Back To Love (BEST I.A., 2011), track 8 |
| "Pohřeb své vlastní duše" | Petr Janda / Pavel Chrastina                          | 3:25  | Zpěv: Petr Janda. Basa: Jan Hauser.                                       | Srpen 1969, Francie (studiová nahrávka)                                   | | • CD/LP Back To Love (BEST I.A., 2011), track 9 |
| "Kufr" | Petr Janda / Zdeněk Rytíř                             | 2:23  | Zpěv: Petr Janda                                                          | Září 1969, Studio Dejvice                                                 | • SP Supraphon 1 43 0860, 1969 | • Singly III (Bonton, 1997) • Singly (1969–72) Dynamit… (Supraphon, 2007) • Bonus na CD Jedeme, jedeme (Zlatá edice, Supraphon 2005)                                                  |
| "Anděl" | Petr Janda / Zdeněk Rytíř                             | 3:45  | Zpěv: J. A. Pacák                                                         | Září 1969, Studio Dejvice                                                 | • B-strana SP Kufr (Supraphon 1 43 0860), 1969 | • Singly III (Bonton, 1997) • Singly (1969–72) Dynamit… (Supraphon, 2007) • Bonus na CD Jedeme, jedeme (Zlatá edice, Supraphon 2005)                                                  |
| |                                                       |       |                                                                           |                                                                           | | |
| Jiné autorské aktivity: Petr Janda / Jiří Vitinger: Bezhlavý rytíř (31. 10. 1969, Studio Smečky), zpěv: Petr Novák. George & Beatovens.            |                                                       |       |                                                                           |                                                                           | | |
| |                                                       |       |                                                                           |                                                                           | | |
| "Dynamit" (alt. verze) | Petr Janda / Zdeněk Rytíř                             | 2:46  | Zpěv: Petr Janda                                                          | 1970                                                                      | Jiná verze než na SP – pro TV klip (Písničky z MoDoRevue (1970, čb))                                                                                       | • Olympic 50 – Hity, singly, rarity (Supraphon, 2012) |
| "Otázky" (alt. verze) | Petr Janda / Zdeněk Rytíř                             | 3:58  | Zpěv: Petr Janda                                                          | 1970                                                                      | Jiná verze než na SP – pro TV klip (Písničky z MoDoRevue (1970, čb))                                                                                       | • Olympic 50 – Hity, singly, rarity (Supraphon, 2012) |
| "Sluneční píseň" (alt. verze) | Petr Janda / Zdeněk Rytíř                             | 3:25  | Zpěv: Petr Janda                                                          | 1970                                                                      | Jiná verze než na SP – pro TV klip (Písničky z MoDoRevue (1970, čb))                                                                                       | • Olympic 50 – Hity, singly, rarity (Supraphon, 2012) |
| "Pět cestujících" (alt. verze) | Petr Janda / Zdeněk Rytíř                             | 4:41  | Zpěv: Petr Janda, J. A. Pacák                                             | 1970, místo nahrání neznámé                                               | Alternativní verze, jiná než na albu Jedeme, jedeme | • RARITY – Bonusové CD k boxu 14 CD (Supraphon, 2010) |
| "Elixír" (alt. verze) | Petr Janda / Zdeněk Rytíř                             | 2:28  | Zpěv: Petr Janda                                                          | 28. 1. 1970, Čs. televize                                                 | Jiná verze než na albu Jedeme, jedeme – pro TV klip (patrně pro pořad Patero přání (1970, čb))                                                             | • Olympic 50 – Hity, singly, rarity (Supraphon, 2012) |
| "Dynamit" | Petr Janda / Zdeněk Rytíř                             | 3:08  | Zpěv: Petr Janda                                                          | 30. 1. 1970, Studio Dejvice                                               | • SP Supraphon 1 43 0948, 1970 | • Singly III (Bonton, 1997) • Singly (1969–72) Dynamit… (Supraphon, 2007) • Bonus na CD Jedeme, jedeme (Zlatá edice, Supraphon 2005)                                                  |
| "Otázky" | Petr Janda / Zdeněk Rytíř                             | 4:10  | Zpěv: Petr Janda                                                          | 30. 1. 1970, Studio Dejvice                                               | • B-strana SP Dynamit (Supraphon 1 43 0948), 1970 | • Singly III (Bonton, 1997) • Singly (1969–72) Dynamit… (Supraphon, 2007) • Bonus na CD Jedeme, jedeme (Zlatá edice, Supraphon 2005)                                                  |
| "Strejček Jonatán" | Václav Zahradník / Zdeněk Rytíř                       | 3:19  | Zpěv: J. A. Pacák. Pozn.: S orchestrem Václava Zahradníka.                | 25. 5. 1970, Studio Dejvice                                               | • SP Supraphon 1 43 1020, 1970 | • Singly III (Bonton, 1997) • Singly (1969–72) Dynamit… (Supraphon, 2007) • Bonus na CD Jedeme, jedeme (Zlatá edice, Supraphon 2005)                                                  |
| "Sluneční píseň" | Petr Janda / Zdeněk Rytíř                             | 3:34  | Zpěv: Petr Janda. Pozn.: S orchestrem Václava Zahradníka.                 | 25. 5. 1970, Studio Dejvice                                               | • B-strana SP Strejček Jonatán (Supraphon 1 43 1020), 1970                                                                                                 | • Singly III (Bonton, 1997) • Singly (1969–72) Dynamit… (Supraphon, 2007) • Bonus na CD Jedeme, jedeme (Zlatá edice, Supraphon 2005)                                                  |
| "Strážce majáku" | Petr Janda / Zdeněk Rytíř                             | 3:19  | Zpěv: Jan Hauser, Petr Janda. Flétna: Jiří Stivín.                        | 25. 5. 1970 (25. 9.? ), Studio Dejvice                                    | • SP Supraphon 1 43 1155, 1971 • LP Jedeme, jedeme (Supraphon 1 13 0994, 1971)                                                                             | • Singly III (Bonton, 1997) • Singly (1969–72) Dynamit… (Supraphon, 2007) • CD Jedeme, jedeme (Supraphon 1992, 2005), track 9                                                         |
| "Inzerát" | Petr Janda / Zdeněk Rytíř                             | 5:02  | Zpěv: Petr Janda, J. A. Pacák                                             | 29. 6. 1970, Studio Dejvice                                               | • B-strana SP Strážce majáku (Supraphon 1 43 1155) (1971)                                                                                                  | • Singly III (Bonton, 1997) • Singly (1969–72) Dynamit… (Supraphon, 2007) • Bonus na CD Jedeme, jedeme (Zlatá edice, Supraphon 2005)                                                  |
| "Pět cestujících" | Petr Janda / Zdeněk Rytíř. Aranžmá: Otakar Petřina.   | 5:24  | Zpěv: Petr Janda, J. A. Pacák. Pozn.: S orch. Vladimíra Popelky.          | 23. 9. 1970, Studio Dejvice                                               | • LP Jedeme, jedeme (Supraphon 1 13 0994, 1971) | • CD Jedeme, jedeme (Supraphon 1992, 2005), track 1 |
| "Elixír" | Petr Janda / Zdeněk Rytíř. Aranžmá: Otakar Petřina.   | 3:12  | Zpěv: Petr Janda. Pozn.: S orch. Vladimíra Popelky.                       | 23. 9. 1970, Studio Dejvice                                               | • LP Jedeme, jedeme (Supraphon 1 13 0994, 1971) | • CD Jedeme, jedeme (Supraphon 1992, 2005), track 6 |
| "Bláznivej Kiki" | Petr Janda / Zdeněk Rytíř                             | 3:31  | Zpěv: Ladislav Klein                                                      | 24. 9. 1970, Studio Dejvice                                               | • LP Jedeme, jedeme (Supraphon 1 13 0994, 1971) | • CD Jedeme, jedeme (Supraphon 1992, 2005), track 7 |
| "Bon soir, mademoiselle Paris" | Petr Janda / Zdeněk Rytíř. Aranžmá: Otakar Petřina.   | 3:45  | Zpěv: J. A. Pacák. Flétna: Jiří Stivín. Pozn.: S orch. Vladimíra Popelky. | 24. 9. 1970, Studio Dejvice                                               | • LP Jedeme, jedeme (Supraphon 1 13 0994, 1971) | • CD Jedeme, jedeme (Supraphon 1992, 2005), track 8 |
| "Tobogán" | Petr Janda / Zdeněk Rytíř                             | 5:34  | Zpěv: Petr Janda                                                          | 24. 9. 1970, Studio Dejvice                                               | • LP Jedeme, jedeme (Supraphon 1 13 0994, 1971) | • CD Jedeme, jedeme (Supraphon 1992, 2005), track 10 |
| "Když jsem bejval tramp" | Petr Janda / Eduard Krečmar                           | 2:03  | Zpěv: Petr Janda                                                          | 25. 9. 1970, Studio Dejvice                                               | • LP Jedeme, jedeme (Supraphon 1 13 0994, 1971) | • CD Jedeme, jedeme (Supraphon 1992, 2005), track 2 |
| "Mr. Den a lady Noc" | Petr Janda / Zdeněk Rytíř. Aranžmá: Otakar Petřina.   | 3:21  | Zpěv: Petr Janda. Flétna: Jiří Stivín. Pozn.: S orch. Vladimíra Popelky.  | 25. 9. 1970, Studio Dejvice                                               | • LP Jedeme, jedeme (Supraphon 1 13 0994, 1971) | • CD Jedeme, jedeme (Supraphon 1992, 2005), track 3 |
| "Brouk" | Petr Janda / Eduard Krečmar. Aranžmá: Otakar Petřina. | 4:07  | Zpěv: J. A. Pacák. Flétna: Jiří Stivín. Pozn.: S orch. Vladimíra Popelky. | 25. 9. 1970, Studio Dejvice                                               | • LP Jedeme, jedeme (Supraphon 1 13 0994, 1971) | • CD Jedeme, jedeme (Supraphon 1992, 2005), track 4 |
| "Danny" | Petr Janda / Zdeněk Rytíř                             | 5:59  | Zpěv: Petr Janda, J. A. Pacák. Saxofon: Jiří Stivín.                      | 25. 9. 1970, Studio Dejvice                                               | • LP Jedeme, jedeme (Supraphon 1 13 0994, 1971) | • CD Jedeme, jedeme (Supraphon 1992, 2005), track 5 |
| "Vánoce" | Petr Janda / Michael Prostějovský                     | 3:07  | Zpěv: Petr Janda, J. A. Pacák.                                            | 29. 9. 1970, Studio Dejvice                                               | 1971 (?) | • Bonus na CD Jedeme, jedeme (Zlatá edice, Supraphon 2005) |
| "Vůně Vánoc" | Petr Janda / Jiří Štaidl                              | 2:21  | Zpěv: Petr Janda                                                          | 29. 9. 1970, Studio Dejvice                                               | Na deskách Olympiku dříve nevyšlo | • CD Vánoční album hvězd – Splněná přání (Supraphon, 2003) • 2CD Nejlepší vánoční album všech dob (Universal Music Group, 2007) • RARITY – Bonusové CD k boxu 14 CD (Supraphon, 2010) |
| "Čarodějka" | Jan Hauser / Eduard Krečmar                           | 2:55  | Zpěv: Jan Hauser                                                          | 14. 12. 1970, Studio Dejvice                                              | • SP Supraphon 1 43 1135, 1971 | • Singly III (Bonton, 1997) • Singly (1969–72) Dynamit… (Supraphon, 2007) • Bonus na CD Jedeme, jedeme (Zlatá edice, Supraphon 2005)                                                  |
| "Aeroplán" | Petr Janda / Michael Prostějovský                     | 2:53  | Zpěv: Petr Janda                                                          | 14. 12. 1970, Studio Dejvice                                              | • B-strana SP Čarodějka (Supraphon 1 43 1135), 1971 | • Singly III (Bonton, 1997) • Singly (1969–72) Dynamit… (Supraphon, 2007) • Bonus na CD Jedeme, jedeme (Zlatá edice, Supraphon 2005)                                                  |
| Singl Čarodějka / Aeroplán je poslední nahrávka natočená v této sestavě.                                                                           |                                                       |       |                                                                           |                                                                           | | |
| Fan club Olympic 1970 (střihové EP) |                                                       | 11:40 |                                                                           |                                                                           | • EP Supraphon 0 49 9836, 1970 | • Singly III (Bonton, 1997) • Singly (1969–72) Dynamit… (Supraphon, 2007) |
| |                                                       |       |                                                                           |                                                                           | | |